# Dagmar Digma Čechová
Dagmar Čechová uměleckým jménem Dagmar Digma Čechová (* 2. prosince 1975 Červený Kostelec) je česká spisovatelka, autorka společenských románů pro dospělé a knížek pro děti, redaktorka, editorka a jazyková korektorka. Píše také divadelní scénáře, působí jako divadelní režisérka a často vystupuje i jako herečka ochotnického souboru.

## Život
Vyrůstala a studovala v několika městech především v Hronově, Polici nad Metují a Náchodě. V současnosti žije s rodinou v Kytíně u Mníšku pod Brdy. Od dětství ji přitahovalo psané slovo. V mládí absolvovala kurzy psaní a v současnosti sama workshopy tvůrčího psaní vede. Působila jako redaktorka v literární agentuře a šéfredaktorka lifestylového magazínu Tukutuku.
Po řadě publikovaných knih pro děti, se začala věnovat i literatuře pro dospělé. V nakladatelství MOBA od roku 2020 vycházejí její společenské romány pro dospělé a beletrie pro děti. Píše příběhy z reálného života. Inspirují ji nepřikrášlené mezilidské vztahy a silné, zejména ženské hrdinky.

## Dílo

### Knihy pro dospělé
- Nemusíš!, 2020
- Nesejdeš z cesty, 2021
- Okno s dívkou a ptáčkem, 2021
- Jedna z pěti, 2022
- Co když žádné zítra nebude?, 2022
- Podívej se podruhé …, 2023
- Víš, že nemusíš?, 2023
- Kdo ti píše?, 2023
- Noc špatných polibků, 2024

### Knihy pro děti
- Pohádky pro kulíšky, 2016
- Davídek a malý kocourek, 2016
- Deniska a milé koťátko, 2016
- Katka na táboře, 2016
- Petrovy táborové lapálie, 2016
- Nelinka ve světě dinosaurů, 2018
- Šimonek a opravdoví dinosauři, 2018